# Мартінек Світлана Вадимівна
Мартінек Світлана Вадимівна — українська вчена-мовознавець, кандидат філологічних наук (1998), доцент (2002), доцент кафедри загального мовознавства Львівського національного університету імені Івана Франка

## Наукова діяльність
Член Етнолінгвістичної комісії при Міжнародному комітеті славістів (каденція 2018-2023); редакційної колегії журналів East European Journal of Psycholinguistics  [Архівовано 16 квітня 2021 у Wayback Machine.] (Східноєвропейський національний університет імені Лесі Українки, Луцьк, Україна) та  Etnolingwistyka. Problemy Języka i Kultury  [Архівовано 10 липня 2021 у Wayback Machine.](видавництво Університету Марії Кюрі-Склодовської, Люблін, Польща)

### Основні публікації[Архівовано19 березня 2020 уWayback Machine.]

#### Словник
- Мартінек С., Мітьков В. Український асоціативний словник. Т. III: Від стимулу до реакції. Львів : ПАІС, 2021. 544 с.
- Мартінек С., Мітьков В. Український асоціативний словник. Т. IV: Від реакції до стимулу. Львів : ПАІС, 2021. 648 с.
- Мартінек С. Український асоціативний словник. В 2 т. Т. 1: Від стимулу до реакції. 2 вид., стер. Львів: ПАІС, 2008. 344 с.
- Мартінек С. Український асоціативний словник. В 2 т. Т. 2: Від реакції до стимулу.  2 вид., стер.  Львів: ПАІС, 2008. — 468 с.
- Мартінек С. Український асоціативний словник. В 2 т. Т. 1: Від стимулу до реакції.  Львів: Видавничий центр ЛНУ імені Івана Франка, 2007. 344 с.
- Мартінек С. Український асоціативний словник. В 2 т. Т. 2: Від реакції до стимулу.  Львів: Видавничий центр ЛНУ імені Івана Франка, 2007.  468 с.

#### Статті
- The opposition sviy ‘us (our)’ – chuzhyy ‘them (their)’: what has changed during the Russian invasion of Ukraine? Etnolingwistyka. Problemy Języka i Kultury. Lublin : Wydawnictwo UMCS, 2024. № 36. P. 37-54 https://journals.umcs.pl/et/article/view/17546/pdf
- LIGHT and DARK: oppositional metaphor as the interaction of cognitive mechanisms. Jezikoslovlje,Vol. 20 No. 2, 2019, 279—302. https://hrcak.srce.hr/file/333599 [Архівовано 17 грудня 2019 у Wayback Machine.]
- Опозиція СВІТЛИЙ–ТЕМНИЙ: до питання про універсальність мовної концептуалізації. Записки з українського мовознавства : збірник наукових праць. Одеса : Одеський національний університет імені І. І. Мечникова, 2019. Т. 26(2). С. 168–178.
- Концептосфера ЗДОРОВ'Я в українській мовній картині світу. Вісник Львівського університету. Львів : Вид-во ЛНУ, 2019. С. 234–247. (Серія філологічна ; вип. 70).
- Konceptosfera ZDOROWJA w lingwokulturze ukrainskiej. Wartości w językowo-kulturowym obrazie świata Słowian i ich sąsiadów. 6, Jedność w różnorodności. Wokół słowiańskiej aksjosfery / Niebrzegowska-Bartmińska, Stanisława (red.); Pazio-Wlazłowska, Dorota (red.). Lublin : Wydawnictwo UMCS, 2019. Vol. 6. S. 89–102.
- Концептосфера РОБОТА в українській лінгвокультурі. Leksykon aksjologiczny Słowian i ich sąsiadów, t. 3: Praca / Red. J. Bartmiński, M. Brzozowska, S. Niebrzegowska-Bartmińska. Lublin : Wydawnictwo UMCS, 2016. S. 241–278.
- РОБОТА і ПРАЦЯ в українській мові та культурі. Nazwy wartości w językach europejskich: Raport z badań empirycznych / Red. I. Bielińska-Gardziel, M. Brzozowska, B. Żywicka. Przemyśl, 2017. S. 227–236 (у співавторстві з В. Мітьковим).
- Концептуалізація зорового сприйняття (за результатами асоціативного експерименту з носіями англійської мови). Актуальні проблеми романо-германської філології та прикладної лінгвістики : науковий журнал. / Редкол. В. І. Кушнерик та ін. Чернівці : Видавничий дім «РОДОВІД», 2016. Вип. 11–12, Ч. 2. С. 38–41.
- Опозиція US / THEM в англійській лінгвокультурі: засоби мовної концептуалізації. Нова філологія: збірник наукових праць. Запоріжжя : ЗНУ, 2014. № 62. С. 82–86.
- Структура когнітивної категорії крізь призму асоціативного експерименту (на матеріалі слов'янських мов). Проблеми слов'янознавства. 2012. Вип. 61. С. 76–85.
- Емпіричні й експериментальні методи у сучасній когнітивній лінгвістиці. Вісник Львівського університету. Львів : Вид-во ЛНУ, 2011. С. 25–32. (Серія філологічна ; вип. 52).
- Everyday Experience in Word Meaning: How it is Revealed Via an Associative Experiment. In Studies in Language and Cognition / J. Zlatev, M. Andrén, M. Johansson Falck, C. Lundmark. Newcastle upon Tyne : Cambridge Scholars Publishing, 2009. P. 136–153.
- A verb's Aktionsart through the Prism of an Associative Experiment. Du fait grammatical au fait cognitif. From gram to mind: grammar as cognition. Vol. 2. Eds. Jean-Rémi Lapaire, Guillaume Desagulier, Jean-Baptiste Guignard. PUB-Presses Universitaires de Bordeaux, France, 2008. P. 83‑101.
- Opozycja swój / obcy w świadomości współczesnych rodzimych użytkowników języka i kultury ukraińskiej. Etnoligwistyka. Lublin : Wydawnictwo UMCS, 2008. № 20. S. 281–296.
- RIGHT’ and ‘LEFT’, or Binary Opposition as a Cognitive Mechanism. Further Insights into Semantics and Lexicography. Magnusson, Ulf, Henryk Kardela and Adam Głaz (eds.). Lublin : Wydawnictwo UMCS, 2007. P. 191–205.
- Концептуализация зрительного восприятия (по результатам ассоциативного эксперимента). Ученые записки ТНУ им. В. И. Вернадского, серия «Филология», том 20 (59). 2007. С. 340–348. (Серия «Филология» ; 1).
- Pomarańcze i rewolucja czyli zmiany w kategoryzacji barw podstawowych. Etnolingwistyka. Problemy Języka i Kultury. Lublin : Wydawnictwo UMCS, 2006. № 18. S. 295–310.
- Концептуалізація зорового сприйняття: глядіти і глянути. Проблеми зіставної семантики : збірник наукових статей / відп. ред. Кочерган М. П. Київ : Вид. центр КНЛУ, 2005. Вип. 7. С. 61–67.
- Концептуалізація синього кольору (за результатами асоціативних експериментів). Науковий щорічний журнал «Мова і культура». Київ : Видавничий Дім Дмитра Бураго, 2005. Вип. 8. Т. ІІ. Психологія мови і культури. Мова і засоби масової комунікації. С. 31–39.
- Бінарна опозиція ЛІВИЙ — ПРАВИЙ (за результатами асоціативних експериментів). Наукове видання «Лінгвістика». Луганськ : Альма–матер, 2005. № 2 (5). С. 20–30.
- Експлікація бінарних опозицій в асоціативному експерименті. Наукове видання «Лінгвістика». Луганськ : Альма–матер, 2005. № 1 (4). С. 12–20.
- ЖОВТИЙ: прототипна референція. Ученые записки Таврического национального университета им. В. И. Вернадского. Симферополь, 2005. № 2. С. 75–81. (Серия «Филология» ; т. 18 (57)).
- The role of the associative experiment in the profiling of concepts. Imagery in Language. Festschrift in Honour of Professor Ronald W. Langacker (eds. Barbara Lewandowska-Tomaszczyk and Alina Kwiatkowska). Frankfurt am Main : Peter Lang Pub Inc, 2004. P. 489–498.
- Экспликация локативных валентностей глаголов перемещения (по результатам ассоциативного эксперимента). Вісник Харківського національного університету ім. В. Н. Каразіна. Харків : Видавництво ХНУ, 2004. № 632. С. 133–137. (Серія ФІЛОЛОГІЯ ; вип. 42).
- Концептуалізація зорового сприйняття: бачити і дивитися. Мовні і концептуальні картини світу : збірник наукових праць. Київ : Вид. Дім Дмитра Бураго, 2004. Вип. 14. Кн. 2. С. 3–9.
- Концептуалізація зеленого кольору (за результатами асоціативного експерименту). Мовні і концептуальні картини світу : збірник наукових праць. Київ : КНУ, 2004. № 10. С. 404–412.
- Амбивалентность концепта ЛЮБОВЬ (по результатам ассоциативных экспериментов). Культура народов Причерноморья. Март, 2004. № 49. Т. 1. С. 33–36.
- Експлікація валентностей ітеративних і неітеративних дієслів переміщення (за результатами асоціативного експерименту). Вісник Львівського університету : у 2 ч. Львів : Вид-во ЛНУ, 2004. Ч. 1. С. 41–47. (Серія філологічна ; вип. 34).
- Экспликация валентностей слова в ассоциативном эксперименте. Культура народов Причерноморья. Ноябрь, 2003. № 44. С. 130–134.
- The role of an associative experiment in revealing of conceptual structures. Cognitive Linguistics Today. Series: Lodz Studies in Language (eds. Barbara Lewandowska-Tomaszczyk and Kamila Turiewicz). Frankfurt/Main : Peter Lang Pub Inc, 2002. P. 97–108.
- Ідеали та стереотипи як складові концептів культури. Науковий щорічний журнал «Мова і культура» : у 10-ти томах. Київ : Видавничий Дім Дмитра Бураго, 2002. Вип. 5. Т. І. Ч. 1. С. 226–233.
- Концептуалізація білого та чорного кольорів (за результатами асоціативного експерименту). Мовні і концептуальні картини світу : збірник наукових праць. Київ : КНУ, 2002. № 7. С. 338—347.
- Аналіз специфіки культурних концептів за результатами асоціативного експерименту. Проблеми зіставної семантики : збірник наукових статей. Київ : КДЛУ, 2001. Вип. 5.
- Концепти ВОЛЯ та СВОБОДА в українській культурі (за результатами асоціативного експерименту). Лінгвістичні дослідження : збірник наукових праць / за ред. проф. Л. А. Лисиченка. Харків : ХДПУ, 2001. Вип. 7. С. 184–190.

### Участь у конференціях
- 19th International Pragmatics Conference. Brisbane, Australia, 22-27.06.2025 https://pragmatics.international/page/Program2025
- W obliczu tragedii − redefinicja wartości? EUROJOS XVI. Nałęczów, Poland, 2024
- Conference of Slavic Cognitive Linguistics Association,  (SCLC-2023) 1-3 June 2023 Harvard University https://slavic.fas.harvard.edu/2023-conference
- 17th Annual Meeting of the Slavic Linguistics Society, Hokkaido University, Sapporo, Japan, 2022
- Всеукраїнська наукова онлайн-конференція (XIV Грінченківські читання) «Український світ Бориса Грінченка», Київ, 8.12.2021
- Всеукраїнська наукова конференція «Запорізькі філологічні читання». Запоріжжя,  11-12.11.2021
- I Międzynarodowy Kongres Etnolingwistyczny. Lublin, 20-24.06.2021
- XIII Міжнародна наукова конференція «Пріоритети романської та германської філології». СНУ імені Лесі Українки, 2019
- Українська філологія: школи, постаті, проблеми (до 170-річчя заснування кафедри української словесності у Львівському університеті). Львів, 2018
- Konferencja EUROJOS XIV «Jedność w różnorodności. Wokół słowiańskiej aksjosfery». Nałęczów, Poland, 2018
- XXVI Міжнародний славістичний колоквіум . Львів, 2018
- 12th Slavic Linguistics Society Annual Meeting. Ljubljana, Slovenia, 2017
- Challenges of Psycholinguistics and Psychology of Language and Speech COPAPOLS-2017. СНУ імені Лесі Українки, 2017
- Third International Symposium on Figurative Thought and Language (FTL3).Osijek, Croatia, 2017
- IX Міжнародна наукова конференція «Актуальні проблеми термінології, перекладу і філології: виклики та перспективи», Чернівецький національний університет ім. Юрія Федьковича. Чернівці, 2016
- Тринадесетите международни славистични четения «Мултикултурализъм и многоезичие», Софийският университет «Св. Климент Охридски». София, България, 2016
- KONFERENCJA EUROJOS XI w ramach projektu badawczego «Metody analizy językowego obrazu świata w kontekście badań porównawczych». Warszawa, Polska, 2015
- KONFERENCJA EUROJOS X w ramach projektu badawczego «Metody analizy językowego obrazu świata w kontekście badań porównawczych». Puławy, Polska, 2014
- Міжнародна наукова конференція «Мова, література,  мистецтво: когнітивно-семіотичний інтерфейс». Київ, Україна, 2014.
- SPOTKANIE WARSZTATOWE EUROJOS-VIII w ramach projektu badawczego «Metody analizy językowego obrazu świata w kontekście badań porównawczych». Puławy, Polska, 2013
- Eighth Annual Meeting of the Slavic Linguistics Society. Szczecin, Poland, 2013
- 10th International Congress of ISAPL. Moscow, Russia, 2013
- I Міжнародна наукова конференція «Людина. Комп'ютер. Комунікація», «Львівська Політехніка». Львів, 2013
- VI Konferencję w ramach konwersatorium EUROJOS «Koncepty: DOM, EUROPA, WOLNOŚĆ, PRACA, HONOR w aksjosferze Słowian i ich sąsiadów». Warszawa-Lublin, Polska, 2012
- The Fifth International Conference on Cognitive Science. Kaliningrad, Russia, 2012
- XXI Міжнародний славістичний колоквіум. Львівський національний університет імені Івана Франка. Львів, 2012
- Круглий стіл «Когнітивні студії в Україні: стан справ та перспективи розвитку». Київ, 2012
- XX Міжнародний славістичний колоквіум. Львів, Україна, 2011
- IV конференція випускників польських освітніх, наукових та художніх стипендійних програм «Інспірації та практика. Досвід польсько-української співпраці»  Львів, Україна, 2010
- Міжнародна наукова конференція «Українська філологія: школи, постаті, проблеми», Львівський національний університет імені Івана Франка. Львів, 2008
- MegaLing'2008 Горизонти прикладної лінгвістики та лінгвістичних технологій. Міжнародна наукова конференція. Партеніт, Крим, Україна, 2008
- The first conference of the Swedish Association for Language and Cognition (SALC) / Svenska Sällskapet för Språk och Kognition (SSSK). Lund University, Sweden, 2007
- Opozycja SWÓJ / OBCY (INNY) w językach i kulturach słowiańskich. Problem tożsamości grupowej w Europie. Międzynarodowa konferencja etnolingwistyczna. Lublin, Polska, 2006
- MegaLing'2006. Горизонти прикладної лінгвістики та лінгвістичних технологій. Міжнародна наукова конференція. Партеніт, Крим, Україна, 2006
- Вторая международная конференция по когнитивной науке. Санкт-Петербург, Россия, 2006
- Міжнародна наукова конференція «Мова і культура». Київ, 2005
- Joint Swedish-Polish conference «New Insights into Semantics and Lexicography». Lublin, Poland, 2005
- International Conference «Du fait Grammatical au fait Cognitif / From Gram to Mind: Grammar as Cognition». Bordeaux, France, 2005
- Міжнародна наукова конференція «Мова і культура». Київ, 2003
- Imagery in Language. Obrazowanie w języku. A cognitive linguistic conference in honour of Professor Ronald W. Langacker. Łόdź, Poland, 2003
- Міжнародна наукова конференція «Мова і культура». Київ, Україна, 2002
- Cognitive Linguistics in the Year 2001. Łόdź, Poland, 2001
- Когнитивная лингвистика конца XX века. Международная конференция. Минск, Беларусь, 1997
- Міжнародна наукова конференція до 100-річчя Ю. Р. Куриловича. Львів, Україна, 1995
- Профессор Е. В. Кротевич и современное языкознание (К 90-летию со дня рождения). Региональная научная конференция. Львов, 1991
- Актуальные проблемы лексикологии. Научно-методическая конференция. Даугавпилс, Латвия, 1991

### Наукові стажування, проєкти
- 2016—2018 - науково-дослідний проект « Językowo-kulturowy obraz świata Słowian i ich sąsiadów na tle porównawczym » - ПАН, Варшава; Університет ім. Марії Кюрі-Склодовської в Любліні, Польща (EUROJOS-2)
- 2012—2015 рр. - дослідницький проект «Metody analizy językowego obrazu świata w kontekście badań porównawczych» - ПАН, Варшава; Університет ім. Марії Кюрі-Склодовської в Любліні, Польща (EUROJOS)
- 2009 р. - стипендія на дослідження Фонду «Artes Liberales» Варшавського університету - кафедри текстології та граматики сучасної польської мови, Університет ім. Марії Кюрі-Склодовської в Любліні, Польща
- 2006 р. - дослідницький грант від Фонду Королеви Ядвіги - кафедра перекладу та міжкультурної комунікації ЮНЕСКО, Ягеллонський університет у Кракові, Польща
- 2004 р. – стипендія Фонду Юзефа Мяновського - кафедра текстології та граматики сучасної польської мови, Університет ім. Марії Кюрі-Склодовської в Любліні, Польща